# Tarta Runeberga

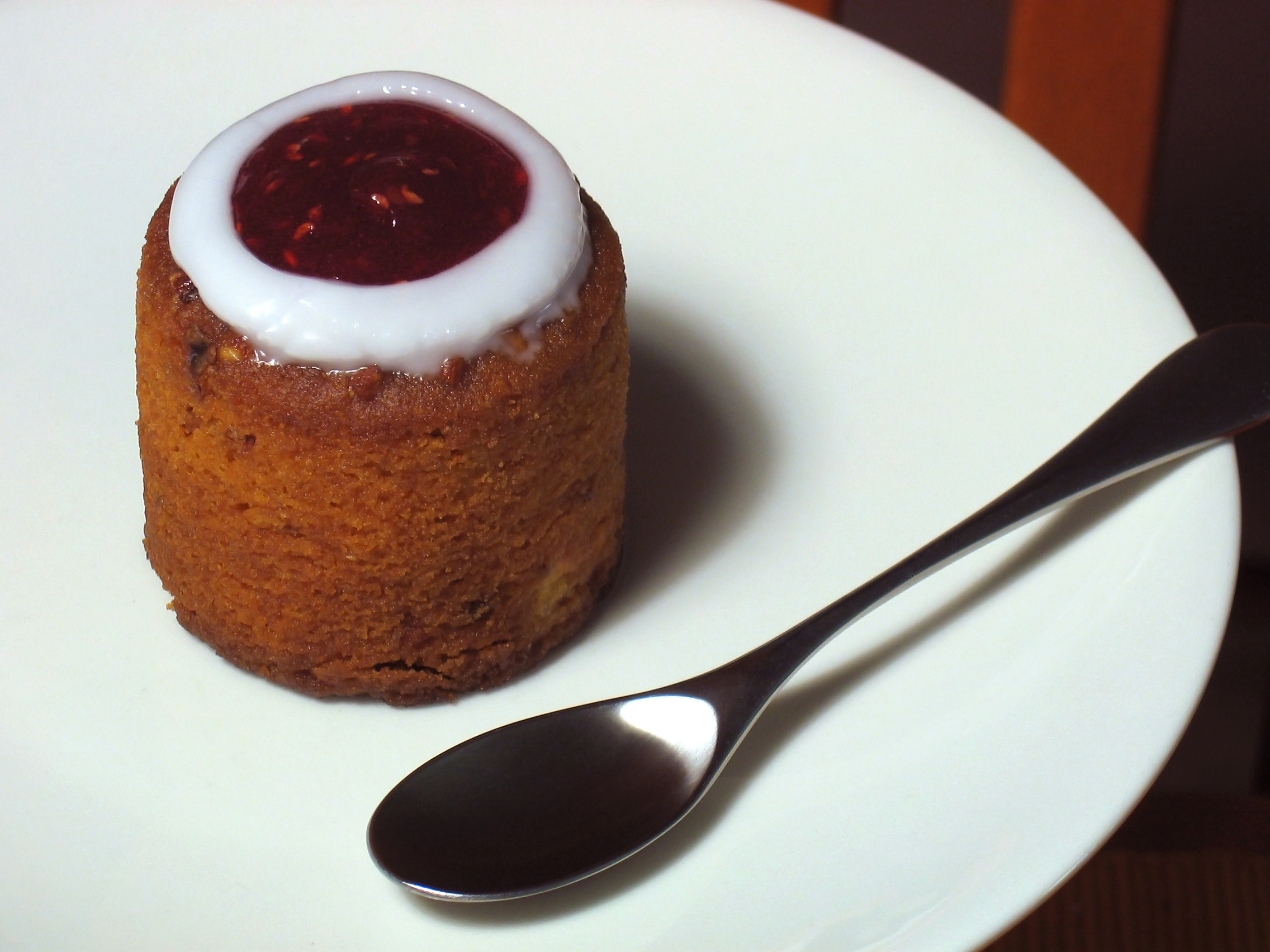
Tarta Runeberga

Tarta Runeberga (fiń. runebergintorttu; szw. runebergstårta) – fińskie ciasto z migdałami i rumem. 
Zwykle waży około 100 gramów. Zazwyczaj w pierścieniu cukru na tarcie jest malinowy dżem.
Tarta otrzymała swoją nazwę od nazwiska fińskiego poety Johana Ludviga Runeberga (1804–1877), który według legendy jadał tartę z ponczem do każdego śniadania. Ten wypiek jest spożywany tylko w Finlandii i jest ogólnie dostępny od początku stycznia do 5 lutego – urodzin Runeberga.
Popularna legenda mówi, że tartę stworzyła żona Runeberga, Fredrika. Jej książka kucharska z 1850 roku podaje przepis na tartę, który uważa się za modyfikację wcześniejszej receptury cukiernika Larsa Asteniusa z Porvoo.